# Carlo Baccari
Carlo Baccari (Cassino, 21 ottobre 1878 – Cassino, 3 gennaio 1978) è stato un poeta, scrittore, giornalista e notaio italiano.

## Biografia
Compì i suoi studi presso il seminario vescovile di Aquino, poiché impossibilitato a frequentare il ginnasio di Cassino per l'epidemia di colera che ivi imperversava nel 1898. Ancora fanciullo conobbe Domenico Milelli che verso sera era solito frequentare la sua famiglia; spesso sedeva sulle sue ginocchia mentre recitava qualche poesia.
Benché il padre fosse un artista orafo, continuò i suoi studi laureandosi in giurisprudenza. Assolti gli obblighi di leva nel 347º battaglione "territoriale mobile" col grado di primo capitano, comandante di compagnia, presso Viterbo, tornò a Cassino. Nel 1913 divenne consigliere comunale, nel frattempo aveva già acquistato La Stem (Società Tipografica Editrice Meridionale). Tramite questa società continuò la stampa della rivista "il Rapido", di cui fu direttore (1909-1913), mentre successivamente fondò insieme al suo amico di infanzia Gaetano di Biasio la rivista di letteratura e d'arte "Le fonti" (diretta dal 1915-1924) , cui collaborarono attivamente scrittori, poeti, artisti cassinati (Raffaele Valente) , della provincia ma anche nazionali come Leonida Repaci, Pavolini e Govoni. A volte nei suoi articoli apponeva la firma di Arturo Malerba suo pseudonimo. Collaborò anche con altre riviste come "Il Veltro", "Il Fuoco" e "On Nicola". Affacciatosi alla vita lavorativa come avvocato, successivamente preferirà all'attività forense quella notarile che eserciterà nella vicina Pontecorvo e ad Ischia di Castro. Da notaio scrisse la sua opera letteraria di maggior spessore "Fraternità Elettiva", romanzo che fu segnalato da Valeri ad Aldo Palazzeschi per il premio Venezia del 1952. Sposò Gemma Iucci originaria di Pontecorvo, a cui restò legato indissolubilmente sino alla morte. Il grande sentimento nutrito per Gemma rappresentò il motivo di vita che lo spinse ad attraversare, senza abbattersi maggiormente, il periodo vissuto da sfollato nella seconda guerra mondiale. Raccolse questa sua esperienza in un diario dal titolo "Foglie nel turbine". Molte delle sue opere vennero pubblicate a sue spese, mentre per quanto riguarda "Fraternità Elettiva" fu pubblicata in fascicoli allegati a "Le fonti", non potendo così accettare l'offerta ricevuta contemporaneamente da Bompiani, che da tempo teneva d'occhio il talento del letterato Cassinate: 
(Almanacco Bompiani)
Come poeta la sua opera più importante fu il poemetto "L'Allegoria del giorno". Morì all'età di 99 anni il 3 gennaio 1978, per le conseguenze di una caduta.
Dopo la sua dipartita sono divenuti noti in ambito culinario alcuni suoi versi che inneggiano alla semplicità e alla naturalezza degli ingredienti dell'amatriciana piatto tipico laziale/abruzzese:
la pecora mite e il bravo maiale, donarono insieme formaggio e guanciale. "»
(Carlo Baccari)

## Opere
- Dal Paese del Sogno, Roma: Casa Ed. M. Carra e C., di L. Bellini, 1922 (Cassino, Soc. Tip. Ed. Meridionale); Cassino, Roma: Stabilimenti poligrafici SAIPEM, 1972; s.l. : stampato pro manoscritto fuori commercio, 1973
- Fraternità Elettiva, Cassino: SAIPEM, 1970;
- I Fuochi del Tramonto, Roma: S.E.L., 1960; [s.l.] : Stampato pro manoscritto fuori commercio, 1974;
- Chi lo sa! E altri racconti, Roma: SAIPEM, 1971;
- Mercante di nuvole, Roma: Stabilimenti poligrafici della SAIPEM, 1971;
- Le chiese di Cassino, Roma: Soc. Ed. Laziale S.E.L., 1972;
- Amarantiche, [s.l.] : Stampato pro manoscritto fuori commercio, 1974;
- La maschera della saggezza, Cassino: La Stem, 1913; Padova: Rebellato, 1963;
- Rime, Roma: S.E.L., 1968;
- Allegoria del giorno, (1913)
- Il ritratto di Virginia Rosati, Roma: Ediz. De Le Fonti, 1928 (Cassino, C. Cincotti e R. Di Scanno); Foligno: F. Campitelli, 1930;
- Renato Serra soldato, Cassino: Tip. Ciolfi, 1921;
- La fuggitiva, Roma: Societa Editrice Laziale S.E.L., 1969
- Le fuggitive, Lanciano: G. Carabba, stampa 1928;
- Il fiore de la tempesta Roma, : Tip. Forzani e C., 1906;
- Foglie nel turbine: diario sulla montagna, S.l. : s.n.!,Cassino, Roma: SAIPEM 1977;
- "Foglie nel turbine: diario sulla montagna", F.Ciolfi tipografo-editore-libraio 2012;
- Poemetti: Il Demone, L'Allegoria del Giorno, il Poeta, Cassino: La Stem, 1913;
- Diario personale (inedito)